# Elster Silberflug
Elster Silberflug ist eine 1971 gegründete Folkband aus Deutschland. Sie wurde durch die Interpretation von Volksliedern bekannt.

## Geschichte
1971 begegneten Ulrich Freise, Hartmut Hoffmann und Thomas Ziebarth nach einer Indienreise in Heidelberg Lutz Berger, Barbara Grosse und Diethard Hess. Sie gründeten die Band Elster Silberflug und siedelten sich in Heidelberg an. Sie unternahmen zahlreiche Tourneen im Gebiet der Bundesrepublik Deutschland. 1976 erschien die Langspielplatte Ich fahr dahin, die bereits 1974 aufgenommen worden war. 1977 wurde das Album Komm in meinen Rosengarten veröffentlicht, das 1976 produziert worden war. Die meisten Stücke der Alben sind melodisch arrangierte Volkslieder aus dem 19. Jahrhundert, einige Lieder selbst komponiert oder aus anderen Epochen. In den 1970er Jahren erschien im Verlag von Werner Pieper auch ein Liederheft der Band als „Grüner Zweig 27“.
1978 erfolgte die Auflösung der Gruppe. Hartmut Hoffmann und Lutz Berger spielten fortan bei der neu gegründeten Bernies Autobahn Band, während Ulrich Freise und Barbara Grosse-Freise, die er inzwischen geheiratet hatte, als Zeitenwende weiterhin folk-orientierte Musik machten.
Seit 1988 gibt es wieder eine Band mit dem Namen Elster Silberflug. Neue Mitglieder der Gruppe waren die Musiker Holger Funke, Dorle Ferber und Christian Vogel. Zur Besetzung gehören 2007 Barbara Grosse-Freise, Ulrich Freise und Dorle Ferber. Die Band spielt jetzt vor allem Musik aus dem Mittelalter oder selbst komponierte Stücke dieser Stilrichtung. Oft ist die Gruppe auf Mittelaltermärkten zu sehen. Als Gastmusiker tritt zeitweise Moritz Freise auf.
Seit der Wiedergründung erschienen weitere Alben, von denen eines eine Wiederveröffentlichung von Liedern aus den 1970er Jahren ist.

## Stil
Typisch für die Gruppe sind melodie- und gesangsbetonte deutschsprachige Lieder, die mit einer Vielzahl von Instrumenten gespielt werden. Lag der Schwerpunkt in den 1970er Jahren auf Musik des 19. Jahrhunderts mit häufig romantischer Prägung, so werden seit 1988 fast ausschließlich der mittelalterlichen Musik nachempfundene Stücke gespielt.

## Diskografie (Auswahl)
Alben
- Ich fahr dahin (1974; Hansa)
- Komm in meinen Rosengarten (1976; Stockfisch Records)
- Muget ihr schauen (1992; Verlag der Spielleute)
- Aquitan (1996)
- Spes (1998)
- Anno ’76 (2000)
- Markt, Musik und Mummenschanz (2004)

Kompilationen
- Ich fahr dahin / Komm in meinen Rosengarten (2015; Sireena Records)
- Elster ’76 (Selbstveröffentlichung)